# قلعه خول خویه چال
بقایای قلعه خول خویه چال مربوط به دوران‌های تاریخی پس از اسلام است و در شهرستان قزوین، بخش الموت، روستای دینه رود واقع شده و این اثر در تاریخ ۲۵ اسفند ۱۳۸۰ با شمارهٔ ثبت ۵۵۵۰ به‌عنوان یکی از آثار ملی ایران به ثبت رسیده است.